# Iglesia de la Virgen del Rosario (Navianos de Alba)
La iglesia de la Virgen del Rosario es un edificio religioso ubicado en la localidad albarina de Navianos de Alba, provincia de Zamora, España.

## Historia y características

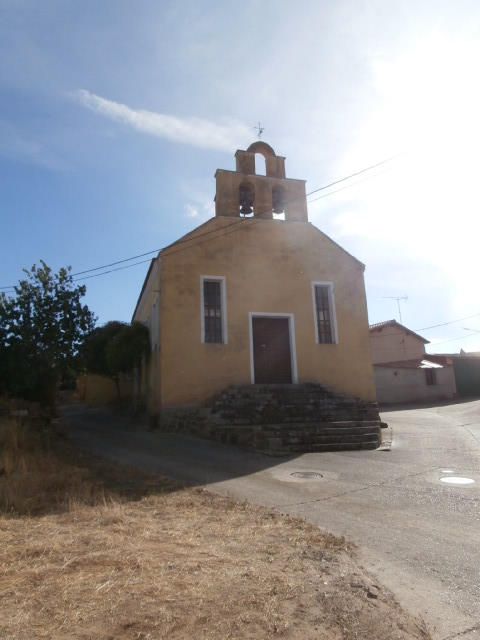
Fachada principal con las escalinatas de la iglesia de la Virgen del Rosario.

La actual iglesia con advocación a la Virgen del Rosario fue construida a principios del siglo XX bajo una sencilla construcción en arquitectura rural siendo algo pintoresca al estar encalada en un tono cromático amarillo a excepción de las escaleras de acceso. Se trata de una reconstrucción de la iglesia original y conserva en su interior un relieve del siglo XVII que representa la Anunciación.
La iglesia pertenece al arciprestazgo Aliste-Alba, dentro de la diócesis de Zamora. La parroquia posee la cofradía de Santa Lucía de Siracusa dentro de las cofradías y hermandades de la diócesis de Zamora.
Las fiestas patronales del pueblo de Navianos de Alba son el 7 de octubre en honor a Nuestra Señora del Rosario, unas fiestas mayores en las que históricamente el pueblo se ha volcado con un extenso programa que combina actos religiosos con misa y procesión, con danza folclórica y juegos tradicionales. 
También son festividad el 30 de abril que conmemora a Santa Catalina de Siena y el 9 de mayo por San Gregorio Ostiense.

## El pueblo de Manuel Blanco
Navianos de Alba es la localidad que vio nacer en 1779 a Manuel Blanco Ramos, uno de los científicos españoles más importantes del siglo XIX. Hijo de los campesinos navianos Pedro Blanco y Petronila Ramos esta iglesia fue la primera toma de contacto de fray Manuel Blanco.
Este padre agustino fue misionero en Filipinas con descubrimientos botánicos que han pasado a la historia de la biología. Fallecido en Manila en 1845 fue autor de la segunda generación de la Escuela Universalista Española del siglo XVIII, conocido principalmente por su obra Flora de Filipinas.
El científico Carl Ludwig Blume le dedicó colocando su apellido al género Blancoa de la familia de las Palmae. John Lindley denominó con su apellido a la Blancoa canescens de la familia Haemodoraceae.